# Pseudopostega ovatula
Pseudopostega ovatula là một loài bướm đêm thuộc họ Opostegidae. Nó là loài duy nhất được tìm thấy ở lowland và pre-montane Amazonian rainforest in east-miền trung Ecuador.
Chiều dài cánh trước là 2.1-2.3 mm. Adults are mostly white. Con trưởng thành bay vào tháng 1.